# Zyginella nadobna
Zyginella nadobna är en insektsart som beskrevs av Irena Dworakowska 1994. Zyginella nadobna ingår i släktet Zyginella och familjen dvärgstritar. Inga underarter finns listade i Catalogue of Life.